# Shin’ichi Terada
Shin’ichi Terada (jap. 寺田 紳一 Terada Shin’ichi; ur. 10 czerwca 1985) – japoński piłkarz występujący na pozycji pomocnika. Obecnie występuje w Yokohama FC.

## Kariera klubowa
Od 2004 roku występował w klubach Gamba Osaka i Yokohama FC.